# Dincolo de timp
Dincolo de timp (în engleză Timeless) este un serial TV american științifico-fantastic care a avut premiera la 3 octombrie 2016 pe canalul NBC. În rolurile principale interpretează Abigail Spencer, Matt Lanter și Malcolm Barrett ca o echipă care încearcă să oprească o organizație misterioasă să schimbe cursul istoriei prin călătorii în timp. Seria a fost creată de Shawn Ryan și Eric Kripke și în alte roluri interpretează Sakina Jaffrey, Paterson Joseph, Claudia Doumit și Goran Višnjić. Printre producătorii executivi se numără John Davis și John Fox care au produs The Blacklist (serial NBC din 2013).
Deși NBC a anulat serialul după un sezon, serialul a fost reînnoit trei zile mai târziu în urma negocierilor cu Sony Pictures Television. Cel de-al doilea sezon cu zece episoade a avut premiera la 11 martie 2018 și a fost transmis până când NBC a anulat din nou serialul în iunie 2018. O lună mai târziu, NBC a comandat o finalizare în două părți pentru a încheia serialul, care a fost difuzată pe 20 decembrie 2018 ca „The Miracle of Christmas”.

## Premisă
După ce este furată o mașină a timpului experimentală, o profesoară de istorie, un soldat și un inginer primesc misiunea de a prinde vinovatul. Curând aceștia află că hoțul intenționează să rescrie Istoria Statelor Unite ale Americii și că fiecare dintre ei are o legătură cu planul său, precum și cu misterioasa organizație care a finanțat dezvoltarea mașinii.

## Personaje și roluri

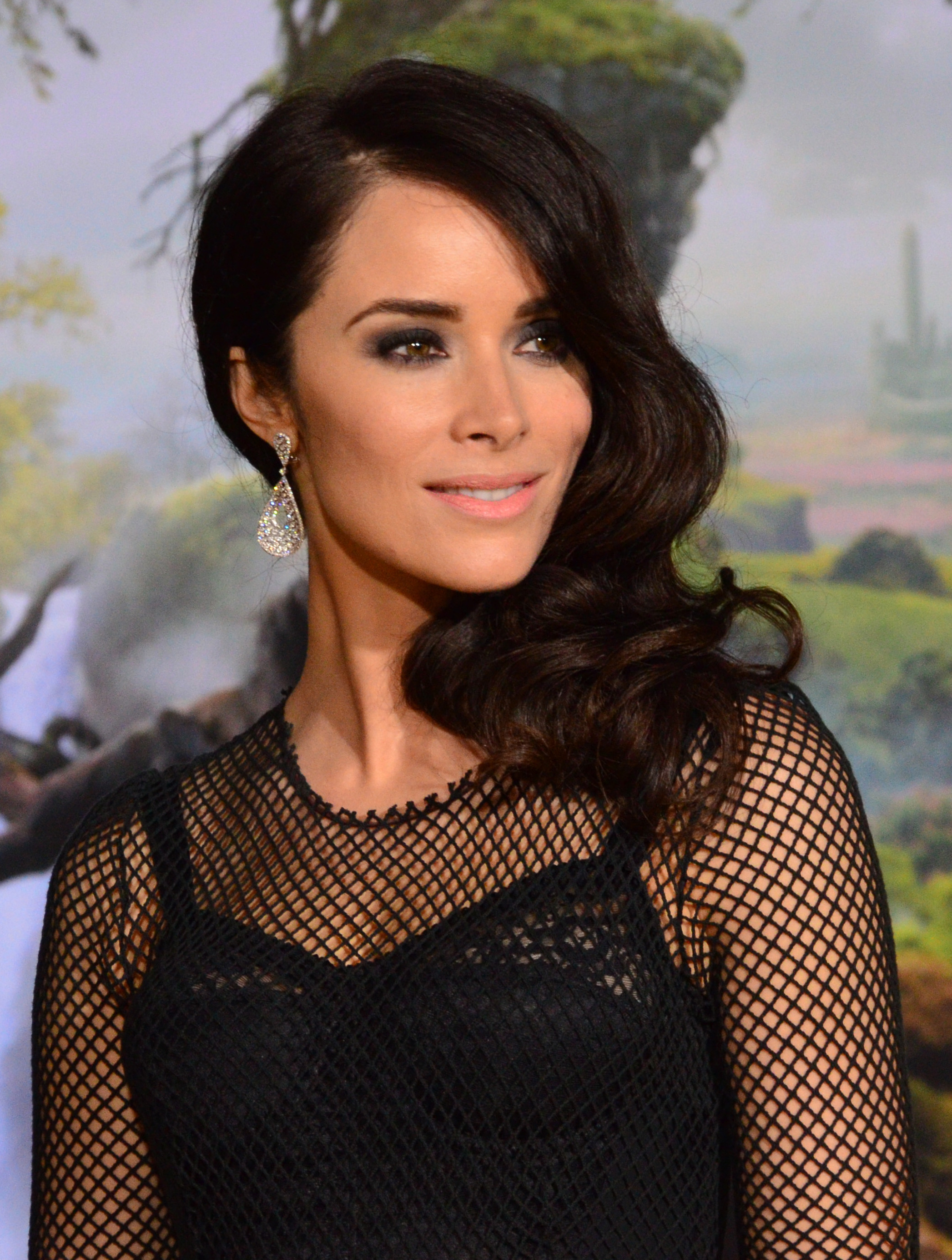
Abigail Spencer

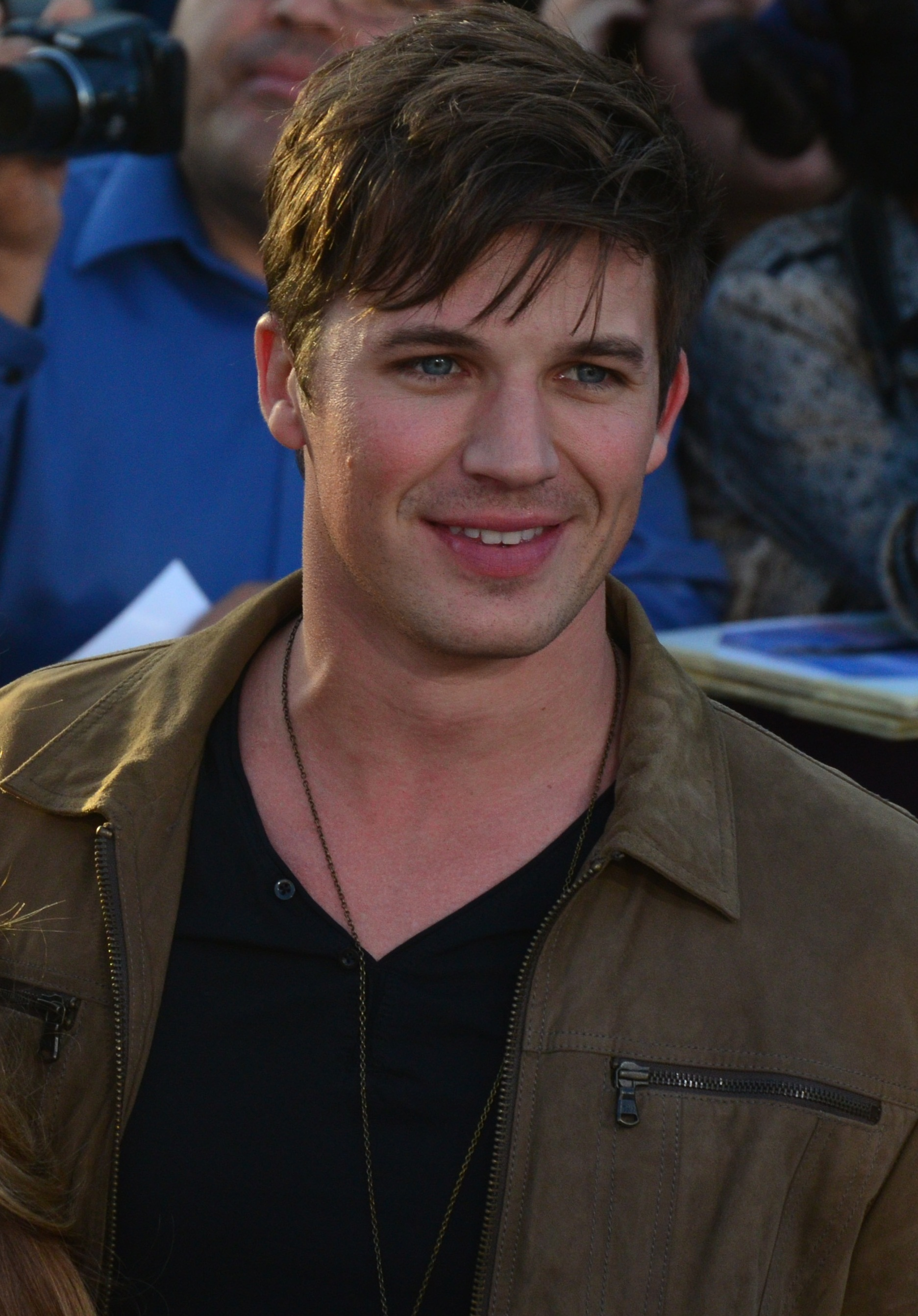
Matt Lanter

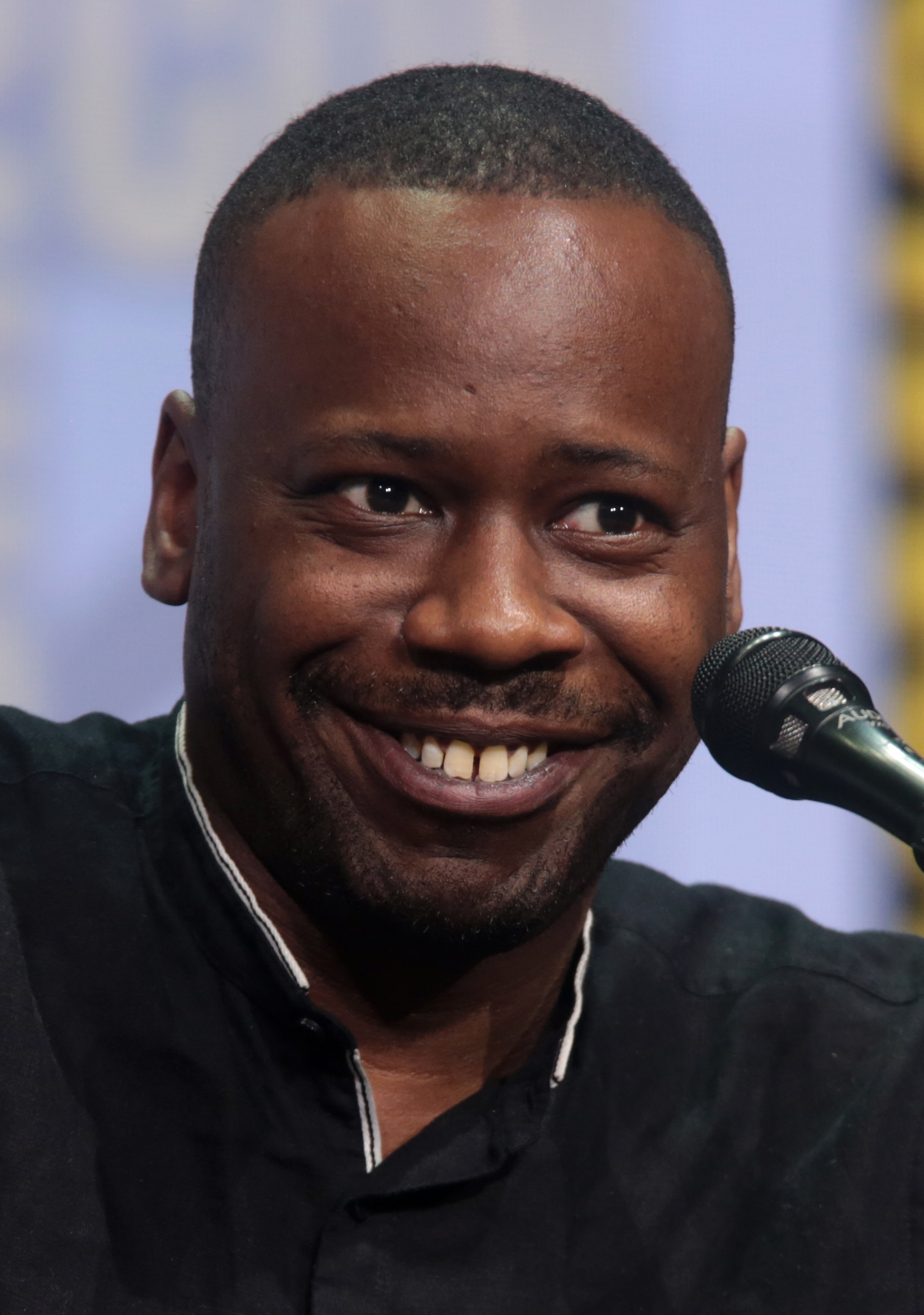
Malcolm Barrett

### Principale
- Abigail Spencer ca Lucy Preston, profesoară de istorie și lider al echipei "Lifeboat"
- Matt Lanter ca sergent major Wyatt Logan, membru al unității americane Delta Force și soldatul echipei "Lifeboat"
- Malcolm Barrett ca Rufus Carlin, un inginer, programator și pilot al echipei "Lifeboat"
- Paterson Joseph ca Connor Mason, șef al Mason Industries, creatorul mașinilor de călătorie în timp „Lifeboat” și „Mothership” („Nava-mamă”).
- Sakina Jaffrey ca Denise Christopher, agentul Homeland Security care se ocupă de echipa „Lifeboat”.
- Claudia Doumit ca Jiya Marri, o tânără programatoare talentată de la Mason Industries de care Rufus este îndrăgostit.
- Goran Višnjić ca Garcia Flynn, un fost agent NSA pe care echipa îl urmărește atunci când acesta fură „Mothership”; el se alătură mai târziu echipei „Lifeboat” pentru a opri organizația misterioasă Rittenhouse.

### Secundare
- Matt Frewer ca Anthony Bruhl (sezonul 1), conducătorul proiectului de călătorie în timp de la Mason Industries
- Susanna Thompson - Carol Preston, mama lui Lucy și un membru Rittenhouse
- John Getz ca Benjamin Cahill, agent Rittenhouse și tatăl biologic al lui Lucy
- Chad Rook - Karl (sezonul 1), omul lui Flynn
- Annie Wersching ca Emma Whitmore, fost angajat Mason Industries și membru Rittenhouse
- Michael Rady ca Nicholas Keynes (sezonul 2), lider Rittenhouse din 1918
- Tonya Glanz ca Jessica Logan (sezonul 2), soția lui Wyatt

## Episoade
| Sezonul | Sezonul | Episoade | Episoade | Premiera TV       | Premiera TV       |
| Sezonul | Sezonul | Episoade | Episoade | Prima transmisie  | Ultima transmisie |
| ------- | ------- | -------- | -------- | ----------------- | ----------------- |
|         | 1       | 16       | 16       | 3 octombrie 2016  | 20 februarie 2017 |
|         | 2       | 10       | 10       | 11 martie 2018    | 13 mai 2018       |
|         | Final   | 2        | 2        | 20 decembrie 2018 | 20 decembrie 2018 |

### Sezonul 1 (2016–17)
| Nr. | Titlu                                                                   | Regizat de        | Scris de                         | Data difuzării    | Cod de producție | U.S. telespectatori (milioane) |
| --- | ----------------------------------------------------------------------- | ----------------- | -------------------------------- | ----------------- | ---------------- | ------------------------------ |
| 1 | „Pilot”                                                                 | Neil Marshall     | Eric Kripke & Shawn Ryan         | 3 octombrie 2016  | 101              | 7.60                           |
| Echipa îl urmărește pe Flynn până în 1937, unde previne Dezastrul Hindenburg doar pentru a pune o bombă pe dirijabil la zborul său de întoarcere către Europa, atunci când transportă americani importanți la Încoronarea regelui George al VI-lea și a reginei Elisabeta. Lucy teoretizează că Flynn vrea să distrugă Statele Unite ale Americii „încă din fașă”. Lucy, Wyatt și Rufus deturnează Hindenburg și îl obligă să aterizeze; ca rezultat, toți pasagerii supraviețuiesc, în ciuda faptului că aeronava a fost distrusă de o împușcătură a unuia dintre oamenii lui Flynn. În timpul unei confruntări cu Lucy și Wyatt, Flynn o împușcă și o ucide pe jurnalista Kate Drummond, cu care Lucy și Wyatt se împrieteniseră și care ar fi trebuit să moară în accidentul inițial. Flynn îi dezvăluie lui Lucy că el are un jurnal cu scrisul ei de mână, pe care ea încă nu l-a creat; o îndeamnă să-l întrebe pe agentul Christopher despre „Rittenhouse”. În prezent, agentul Christopher neagă că știe ceva despre Rittenhouse și Rufus îi dă în secret lui Connor, cu reticență, o înregistrare audio a misiunii. Lucy descoperă că mama ei, care a suferit de cancer avansat înainte de călătoria ei în timp, este acum sănătoasă, dar sora ei mai mică Amy nu mai există și Lucy însăși este logodită. |                                                                         |                   |                                  |                   |                  |                                |
| 2 | „Asasinarea lui Abraham Lincoln (The Assassination of Abraham Lincoln)” | Neil Marshall     | Tom Smuts                        | 10 octombrie 2016 | 102              | 6.20                           |
| 3 | „Orașul atomic (Atomic City)”                                           | Charles Beeson    | Lana Cho                         | 17 octombrie 2016 | 103              | 5.86                           |
| 4 | „Petrecere la castelul Varlar (Party at Castle Varlar)”                 | Billy Gierhart    | Jim Barnes                       | 24 octombrie 2016 | 104              | 5.47                           |
| 5 | „Bătălia de la Alamo (The Alamo)”                                       | John Terlesky     | Anne Cofell Saunders             | 31 octombrie 2016 | 105              | 5.24                           |
| 6 | „Afacerea Watergate (The Watergate Tape)”                               | Greg Beeman       | Kent Rotherham                   | 14 noiembrie 2016 | 106              | 4.53                           |
| 7 | „Naufragiați (Stranded)”                                                | Holly Dale        | Arika Lisanne Mittman            | 21 noiembrie 2016 | 107              | 4.71                           |
| 8 | „Cursa spațială (Space Race)”                                           | Charles Beeson    | Matt Whitney                     | 28 noiembrie 2016 | 108              | 4.78                           |
| 9 | „Ultimul jaf al lui Bonnie și Clyde (Last Ride of Bonnie & Clyde)”      | John Terlesky     | Anslem Richardson                | 5 decembrie 2016  | 109              | 5.08                           |
| 10 | „Prinderea lui Benedict Arnold (The Capture of Benedict Arnold)”        | John F. Showalter | Tom Smuts                        | 12 decembrie 2016 | 110              | 4.81                           |
| 11 | „Expoziția Internațională (The World's Columbian Exposition)”           | Craig Zisk        | Lana Cho                         | 16 ianuarie 2017  | 111              | 3.45                           |
| 12 | „Uciderea lui Jesse James (The Murder of Jesse James)”                  | John F. Showalter | Jim Barnes                       | 23 ianuarie 2017  | 112              | 3.46                           |
| 13 | „Karma Chameleon”                                                       | Greg Beeman       | Anne Cofell Saunders             | 30 ianuarie 2017  | 113              | 3.51                           |
| 14 | „Generația pierdută (The Lost Generation)”                              | Craig Zisk        | Kent Rotherham & David Hoffman   | 6 februarie 2017  | 114              | 2.92                           |
| 15 | „Inamicul public nr. 1 (Public Enemy No. 1)”                            | Guy Ferland       | Matt Whitney & Anslem Richardson | 13 februarie 2017 | 115              | 2.99                           |
| 16 | „Panica roșie (The Red Scare)”                                          | Matt Earl Beesley | Arika Lisanne Mittman            | 20 februarie 2017 | 116              | 3.37                           |

### Sezonul 2 (2018)
| Nr.     | Titlu                                                                       | Regizat de          | Scris de                             | Data difuzării  | Cod de producție | U.S. telespectatori (milioane) |
| ------- | --------------------------------------------------------------------------- | ------------------- | ------------------------------------ | --------------- | ---------------- | ------------------------------ |
| 1 (17)  | „Războiul care va pune capăt tuturor războaielor (The War to End All Wars)” | Greg Beeman         | Arika Lisanne Mittman & Tom Smuts    | 11 martie 2018  | 201              | 2.97                           |
| 2 (18)  | „Darlington 500 (The Darlington 500)”                                       | Olatunde Osunsanmi  | Jim Barnes                           | 18 martie 2018  | 202              | 2.85                           |
| 3 (19)  | „Hollywoodland”                                                             | John Showalter      | Matt Whitney                         | 25 martie 2018  | 203              | 2.56                           |
| 4 (20)  | „Vânătoarea de vrăjitoare din Salem (The Salem Witch Hunt)”                 | Guy Ferland         | Kent Rotherham                       | 8 aprilie 2018  | 204              | 2.47                           |
| 5 (21)  | „Blestemul familiei Kennedy (The Kennedy Curse)”                            | Holly Dale          | Lana Cho                             | 15 aprilie 2018 | 205              | 2.47                           |
| 6 (22)  | „Regele muzicii blues (The King of the Delta Blues)”                        | Greg Beeman         | Anslem Richardson                    | 22 aprilie 2018 | 206              | 2.31                           |
| 7 (23)  | „Doamna Sherlock Holmes (Mrs. Sherlock Holmes)”                             | Douglas Aarniokoski | David C. Hoffman                     | 29 aprilie 2018 | 207              | 2.52                           |
| 8 (24)  | „Când Reagan a fost împușcat (The Day Reagan Was Shot)”                     | Alex Kalymnios      | Arika Lisanne Mittman & Lauren Greer | 6 mai 2018      | 208              | 2.23                           |
| 9 (25)  | „Generalul (The General)”                                                   | John F. Showalter   | Matt Whitney                         | 13 mai 2018     | 209              | 2.43                           |
| 10 (26) | „Chinatown”                                                                 | Greg Beeman         | Tom Smuts & Nancy Baird              | 13 mai 2018     | 210              | 2.43                           |

### Final (2018)
| 27–28 | „Miracolul Crăciunului (The Miracle of Christmas)” | John Showalter | 20 decembrie 2018 | 3.23 |

## Primire

### Ratinguri

#### Sezonul 1
| No. | Titlu                                  | Premiera             | Rating/share (18–49) | Telespectatori (milioane) | DVR (18–49) | Spectatori DVR (milioane) | Total (18–49) | Total spectatori (milioane) |
| --- | -------------------------------------- | -------------------- | -------------------- | ------------------------- | ----------- | ------------------------- | ------------- | --------------------------- |
| 1   | "Pilot"                                | 3 octombrie 20162016 | 1.8/7                | 7.60                      | 1.2         | 4.43                      | 3.0           | 12.03                       |
| 2   | "The Assassination of Abraham Lincoln" | 10 octombrie 2016    | 1.4/5                | 6.20                      | 1.1         | 4.07                      | 2.5           | 10.27                       |
| 3   | "Atomic City"                          | 17 octombrie 2016    | 1.5/5                | 5.86                      | 1.1         | 3.84                      | 2.6           | 9.70                        |
| 4   | "Party at Castle Varlar"               | 24 octombrie 2016    | 1.3/5                | 5.47                      | 1.1         | 3.64                      | 2.4           | 9.11                        |
| 5   | "The Alamo"                            | 31 octombrie 2016    | 1.1/4                | 5.24                      | 1.1         | 3.58                      | 2.2           | 8.81                        |
| 6   | "The Watergate Tape"                   | 14 noiembrie 2016    | 1.2/4                | 4.53                      | 1.0         | 4.53                      | 2.2           | 8.11                        |
| 7   | "Stranded"                             | 21 noiembrie 2016    | 1.2/4                | 4.71                      | 0.9         | 3.23                      | 2.1           | 7.94                        |
| 8   | "Space Race"                           | 28 noiembrie 2016    | 1.1/4                | 4.78                      | 0.9         | 3.40                      | 2.0           | 8.18                        |
| 9   | "Last Ride of Bonnie & Clyde"          | 5 decembrie 2016     | 1.2/4                | 5.08                      | 0.8         | 2.89                      | 2.0           | 7.97                        |
| 10  | "The Capture of Benedict Arnold"       | 12 decembrie 2016    | 1.0/4                | 4.81                      | 0.9         | 3.11                      | 1.9           | 7.92                        |
| 11  | "The World's Columbian Exposition"     | 16 ianuarie 2017     | 0.9/3                | 3.45                      | 1.0         | 3.24                      | 1.9           | 6.69                        |
| 12  | "The Murder of Jesse James"            | 23 ianuarie 2017     | 0.9/3                | 3.46                      | 0.9         | 3.22                      | 1.8           | 6.68                        |
| 13  | "Karma Chameleon"                      | 30 ianuarie 2017     | 0.9/3                | 3.51                      | 0.8         | 2.87                      | 1.7           | 6.38                        |
| 14  | "The Lost Generation"                  | 6 februarie 2017     | 0.6/2                | 2.92                      | 1.0         | 3.13                      | 1.6           | 6.06                        |
| 15  | "Public Enemy No. 1"                   | 13 februarie 2017    | 0.7/3                | 2.99                      | 0.8         | 2.94                      | 1.5           | 5.93                        |
| 16  | "The Red Scare"                        | 20 februarie 2017    | 0.9/3                | 3.37                      | 0.8         | 2.75                      | 1.7           | 6.12                        |

#### Sezonul 2
| No. | Titlu                         | Premiera        | Rating/share (18–49) | Telespectatori (milioane) | DVR (18–49) | Spectatori DVR (milioane) | Total (18–49) | Total spectatori (milioane) |
| --- | ----------------------------- | --------------- | -------------------- | ------------------------- | ----------- | ------------------------- | ------------- | --------------------------- |
| 1   | "The War to End All Wars"     | 11 martie 2018  | 0.8/3                | 2.97                      | 0.6         | 2.40                      | 1.4           | 5.41                        |
| 2   | "The Darlington 500"          | 18 martie 2018  | 0.7/3                | 2.85                      | 0.6         | 2.46                      | 1.3           | 5.31                        |
| 3   | "Hollywoodland"               | 25 martie 2018  | 0.6/2                | 2.56                      | 0.6         | 2.13                      | 1.2           | 4.70                        |
| 4   | "The Salem Witch Hunt"        | 8 aprilie 2018  | 0.6/2                | 2.47                      | 0.6         | 2.22                      | 1.2           | 4.69                        |
| 5   | "The Kennedy Curse"           | 15 aprilie 2018 | 0.5/2                | 2.47                      | 0.6         | 2.07                      | 1.1           | 4.55                        |
| 6   | "The King of the Delta Blues" | 22 aprilie 2018 | 0.5/2                | 2.31                      | 0.6         | 2.08                      | 1.1           | 4.39                        |
| 7   | "Mrs. Sherlock Holmes"        | 29 aprilie 2018 | 0.6/3                | 2.52                      | 0.5         | 2.07                      | 1.1           | 4.59                        |
| 8   | "The Day Reagan Was Shot"     | 6 mai 2018      | 0.5/2                | 2.23                      | N/A         | N/A                       | N/A           | N/A                         |
| 9   | "The General"                 | 13 mai 2018     | 0.6/3                | 2.41                      | 0.5         | 1.74                      | 1.1           | 4.17                        |
| 10  | "Chinatown"                   | 13 mai 2018     | 0.6/3                | 2.41                      | 0.5         | 1.74                      | 1.1           | 4.17                        |

#### Final
| No. | Titlu                      | Premiera          | Rating/share (18–49) | Telespectatori (milioane) | DVR (18–49) | Spectatori DVR (milioane) | Total (18–49) | Total spectatori (milioane) |
| --- | -------------------------- | ----------------- | -------------------- | ------------------------- | ----------- | ------------------------- | ------------- | --------------------------- |
| 1–2 | "The Miracle of Christmas" | 20 decembrie 2018 | 0.6/2                | 3.23                      | 0.4         | 1.66                      | 1.0           | 4.90                        |

## Probleme legale
La 27 septembrie 2016, Onza Partners a înaintat un proces la CDCA împotriva Sony Pictures, NBC Universal și a producătorilor executivi Shawn Ryan, Eric Kripke și John Davis pentru încălcarea drepturilor de autor și încălcarea contractului implicit, susținând că serialul TV american Timeless este o copie a El Ministerio del Tiempo (Jocurile timpului) care a avut premiera la 24 februarie 2015.
Pârâții s-au apărat în procesul din 23 noiembrie 2016, susținând că emisiunile despre călătoriile în timp sunt un gen de televiziune consacrat și că asemănările dintre cele două emisiuni sunt generice, și în mare parte sunt bazate pe ideea că personajele principale vor călători în timp pentru a efectua un fel de schimbare. O cerere de respingere a procesului Onza Partners de către Sony a fost respinsă la 15 februarie 2017, dar cele două părți au ajuns în cele din urmă la un acord.